# 소니아 만자노

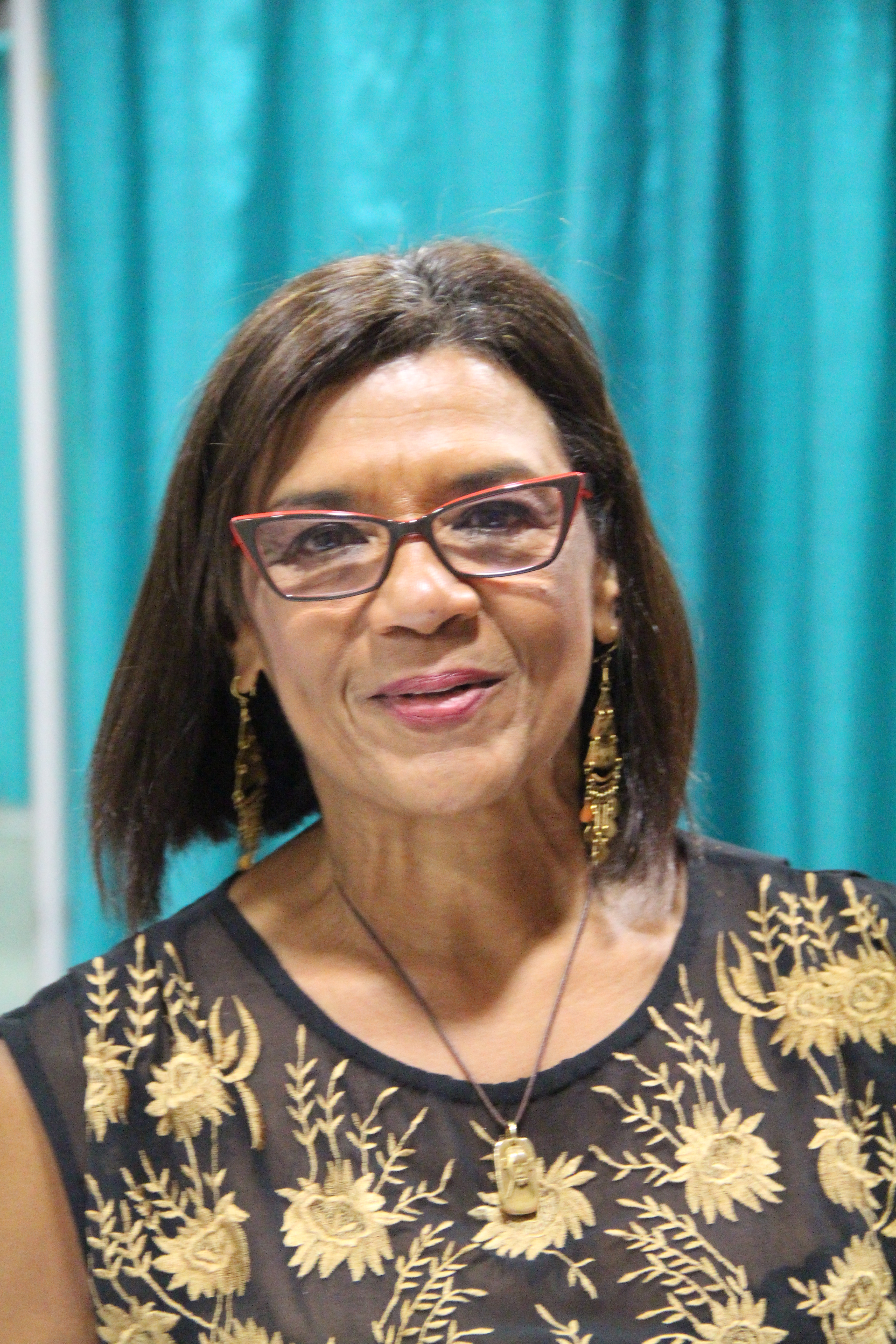

소니아 만자노(Sonia Manzano, 1950년 6월 12일 ~ )는 미국의 성우, 연극 배우, 텔레비전 배우, 각본가, 영화배우이다.

## 방송
- 세서미 스트리트

## 영화
- 나의 인생 나의 기타 (2008년)
- 엘모의 대모험 (1999년)
- 팔로우 댓 버드 (1985년)
- 머펫, 뉴욕을 점령하다 (1984년)
- 나잇-플라워스 (1979년)